# Bogáncs (növénynemzetség)
A bogáncs (Carduus) az őszirózsafélék (Asteraceae) családjának bogáncsformák (Carduoideae) alcsaládjába tartozó növénynemzetség. A carduus latinul bogáncsot jelent.)
Egyes Carduus-fajok bogarak és lepkék lárváinak tápnövényéül szolgálnak; ilyen például a sárgagyűrűs bogáncscincér és a bogáncslepke.
A bogáncs szó általánosabb értelemben használatos a kórószerű tüskés gyomnövények elnevezésére. A közönséges bojtorjánnak (Arctium lappa) szinonímája  szintén a bogáncs. Néhány növény, amelynek köznapi nevében szerepel a 'bogáncs' szó: bókoló bogáncs (Carduus nutans), fodros bogáncs (Carduus crispus), szürke bogáncs (Carduus glaucus), útszéli bogáncs (Carduus acanthoides), szamárbogáncs (Onopordum acanthium).

## Fajai
Az alábbi lista nem teljes:
- Carduus acanthoides L. – útszéli bogáncs[4]
- Carduus benedictus (L.) Garsault → Centaurea benedicta (L.) L. (Cnicus benedictus L.)[5]
- Carduus candicans Waldst. et Kit. – ezüstszínű bogáncs,[4] patyolat bogáncs[4]
- Carduus carduelis (L.) Gren. – havasi bogáncs[4]
- Carduus carlinoides Gouan
- Carduus carpetanus Boiss. et Reut.
- Carduus cephalanthus Viv.
- Carduus chamaecephalus (Vatke) Oliv. et Hiern → Carduus schimperi Sch.Bip.[6]
- Carduus collinus Waldst. et Kit. – magyar bogáncs,[4] magyarföldi bogáncs,[4] dombi bogáncs[4]
- Carduus crassifolius Willd. → Carduus defloratus subsp. summanus (Pollini) Arcang.[7]
- Carduus crispus Guirão ex Nyman – fodros bogáncs[4]
- Carduus defloratus L. – csüggedő bogáncs[4]
  - Carduus defloratus subsp. argemone (Lam.) Ces.
  - Carduus defloratus subsp. carlinifolius (Lam.) Ces.
  - Carduus defloratus subsp. glaucus (Baumg.) Nyman – szürke bogáncs,[4] ősz bogáncs[4]
  - Carduus defloratus subsp. medius (Gouan) Bonnier
  - Carduus defloratus subsp. paui (Devesa et Tavalera) O.Bolòs et Vigo 
  - Carduus defloratus subsp. rhaeticus (DC.) Murr
  - Carduus defloratus subsp. summanus (Pollini) Arcang.
- Carduus glaucus Baumg. → Carduus defloratus subsp. glaucus (Baumg.) Nyman[8]
- Carduus hamulosus Ehrh. – horgas bogáncs[4]
- Carduus keniensis R.E.Fr. óriás bogáncsfaj, ami a Kenya-hegyen és az Aberdare-hegységben őshonos
- Carduus kerneri Simonk. – erdélyi bogáncs[4]
- Carduus lobulatus Borbás – kiskaréjú bogáncs,[4] fátrai bogáncs[4]
- Carduus nutans L. – bókoló bogáncs,[4] kónya bogáncs[4]
- Carduus personata (L.) Jacq. – álarcos bogáncs[4]
- Carduus platyphyllus R.E.Fr. → Carduus schimperi subsp. platyphyllus (R.E.Fr.) C.Jeffrey[9]
- Carduus pycnocephalus L.
- Carduus schimperi Sch.Bip., afrikai faj
  - Carduus schimperi subsp. nanus (R.E.Fr.) C.Jeffrey
  - Carduus schimperi subsp. platyphyllus (R.E.Fr.) C.Jeffrey
- Carduus solteszii Budai
- Carduus tenuiflorus Curtis – karcsú bogáncs,[4] kisvirágú bogáncs[4]
- Carduus viridis A.Kern. – zöldlevelű bogáncs[4]

Hibridek
- Carduus × orthocephalus

## Galéria

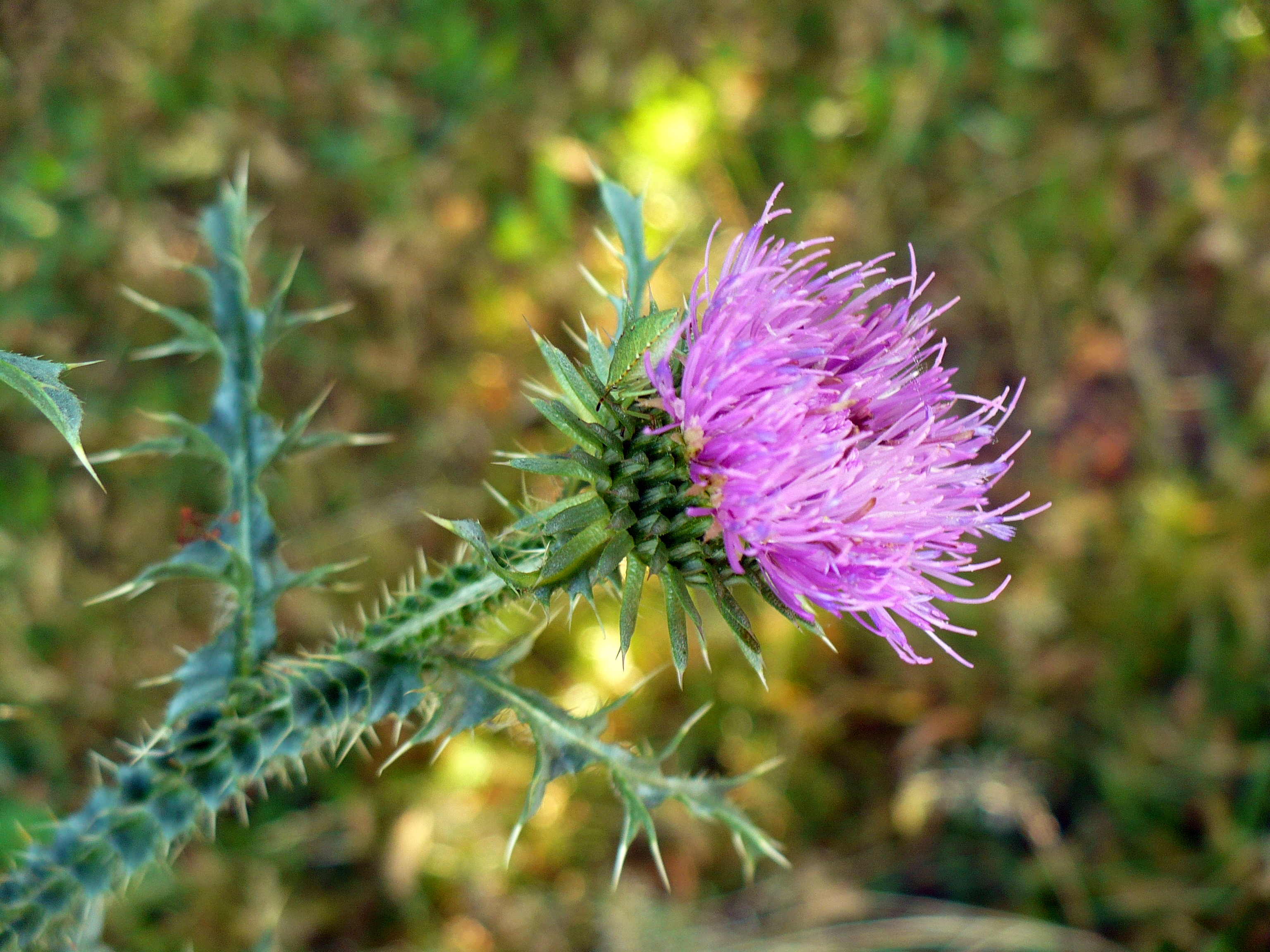
Útszéli bogáncs
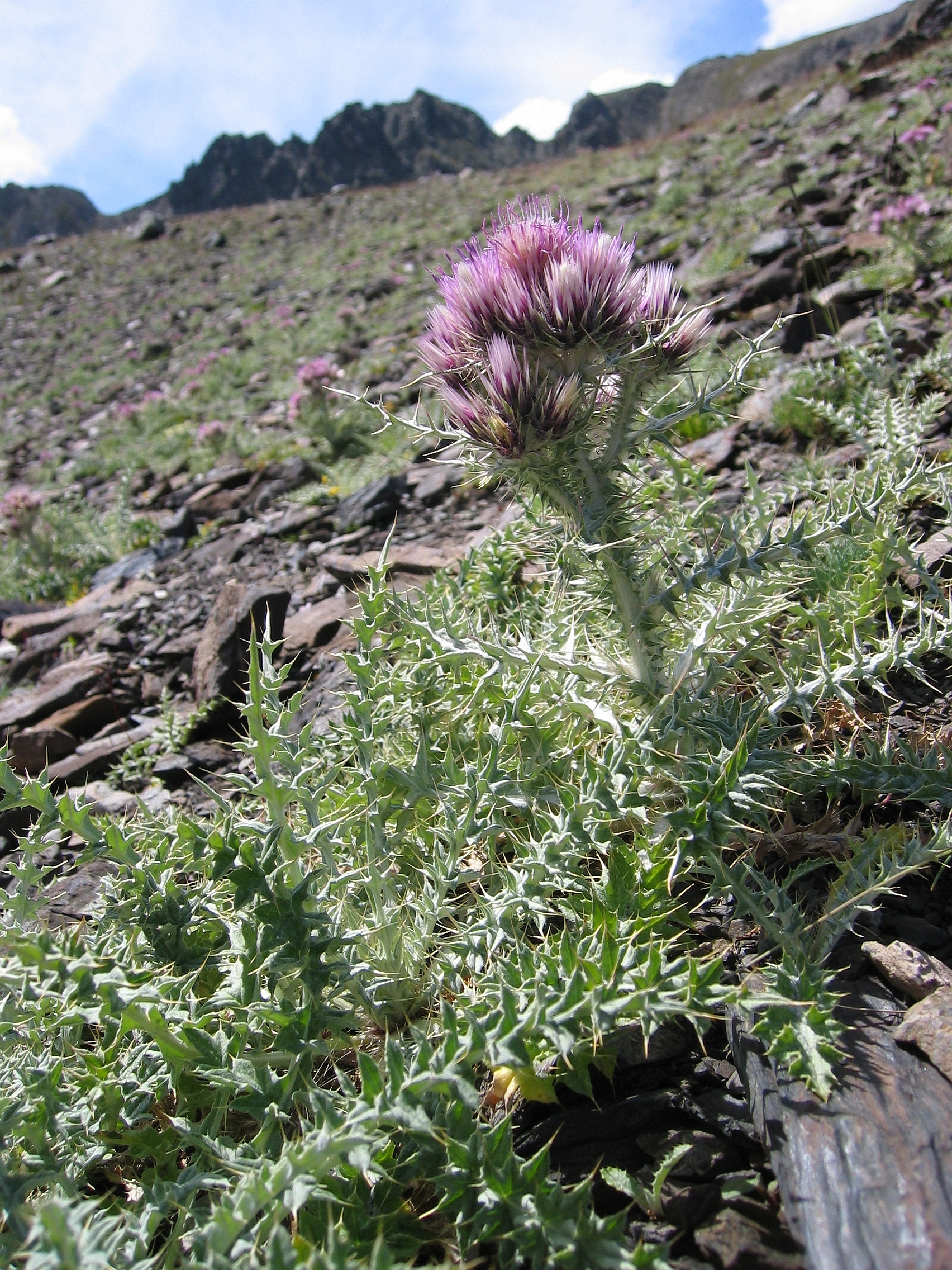
Carduus carlinoides
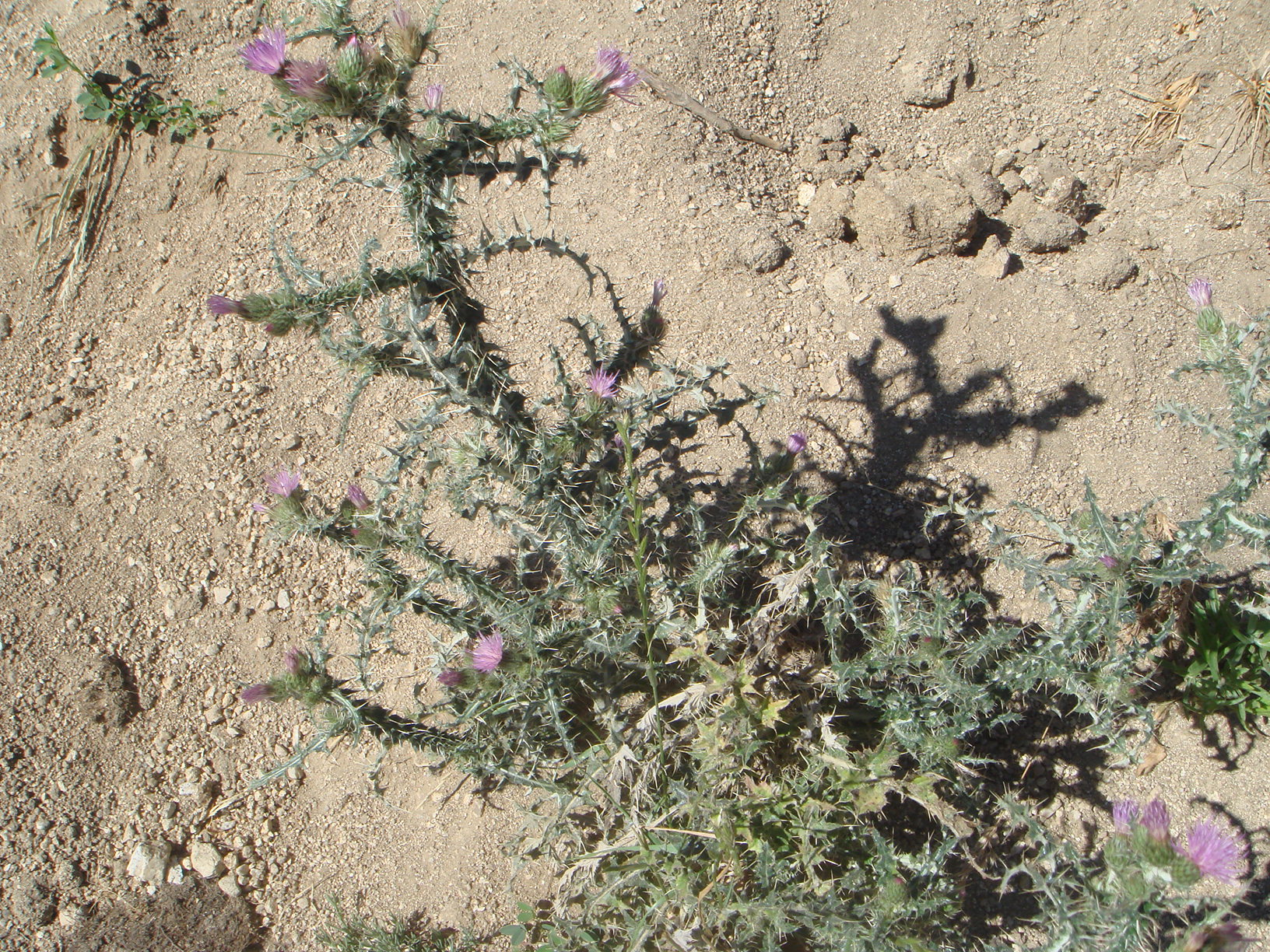
Carduus Carpentanus
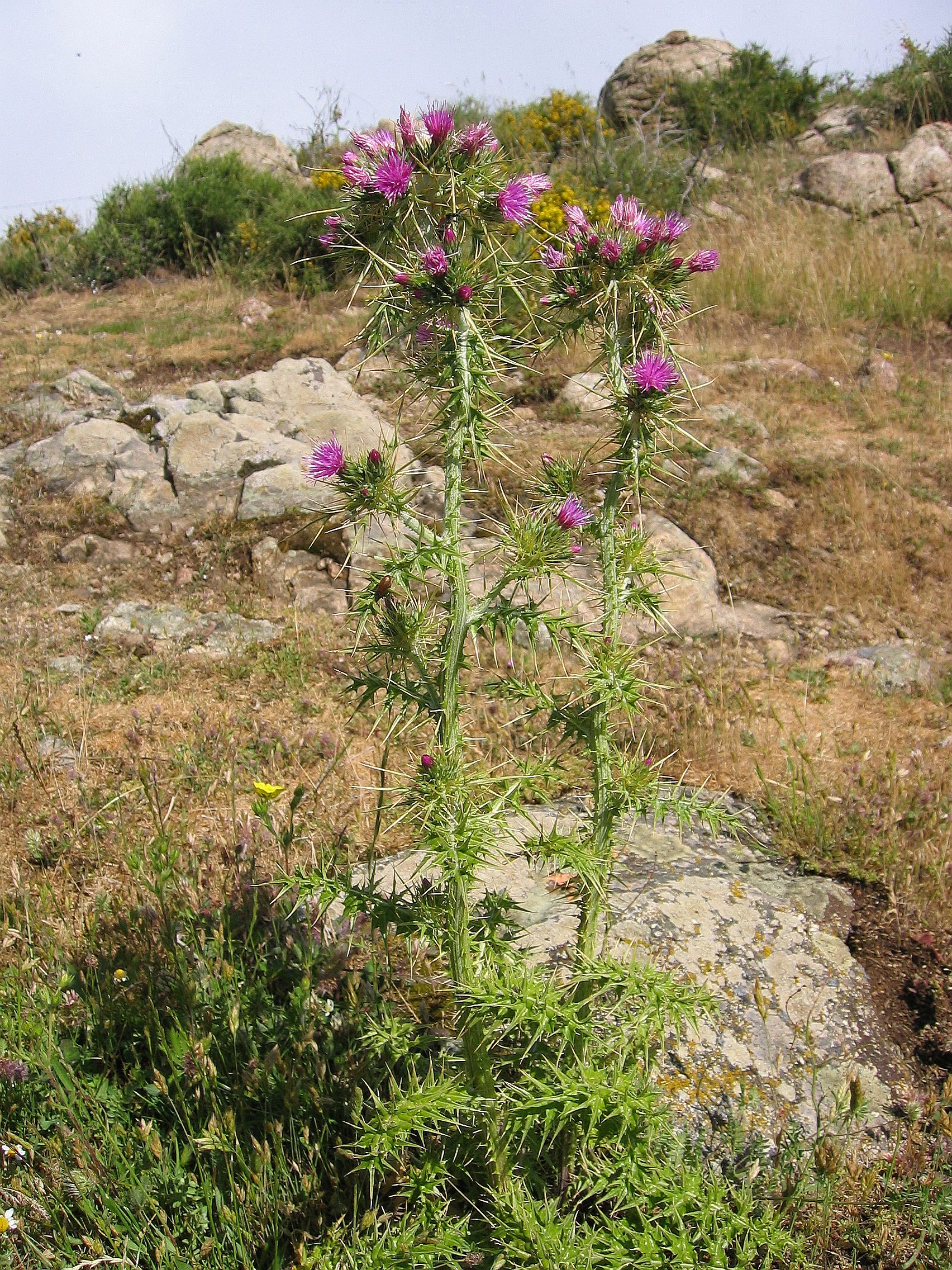
Carduus cephalanthus
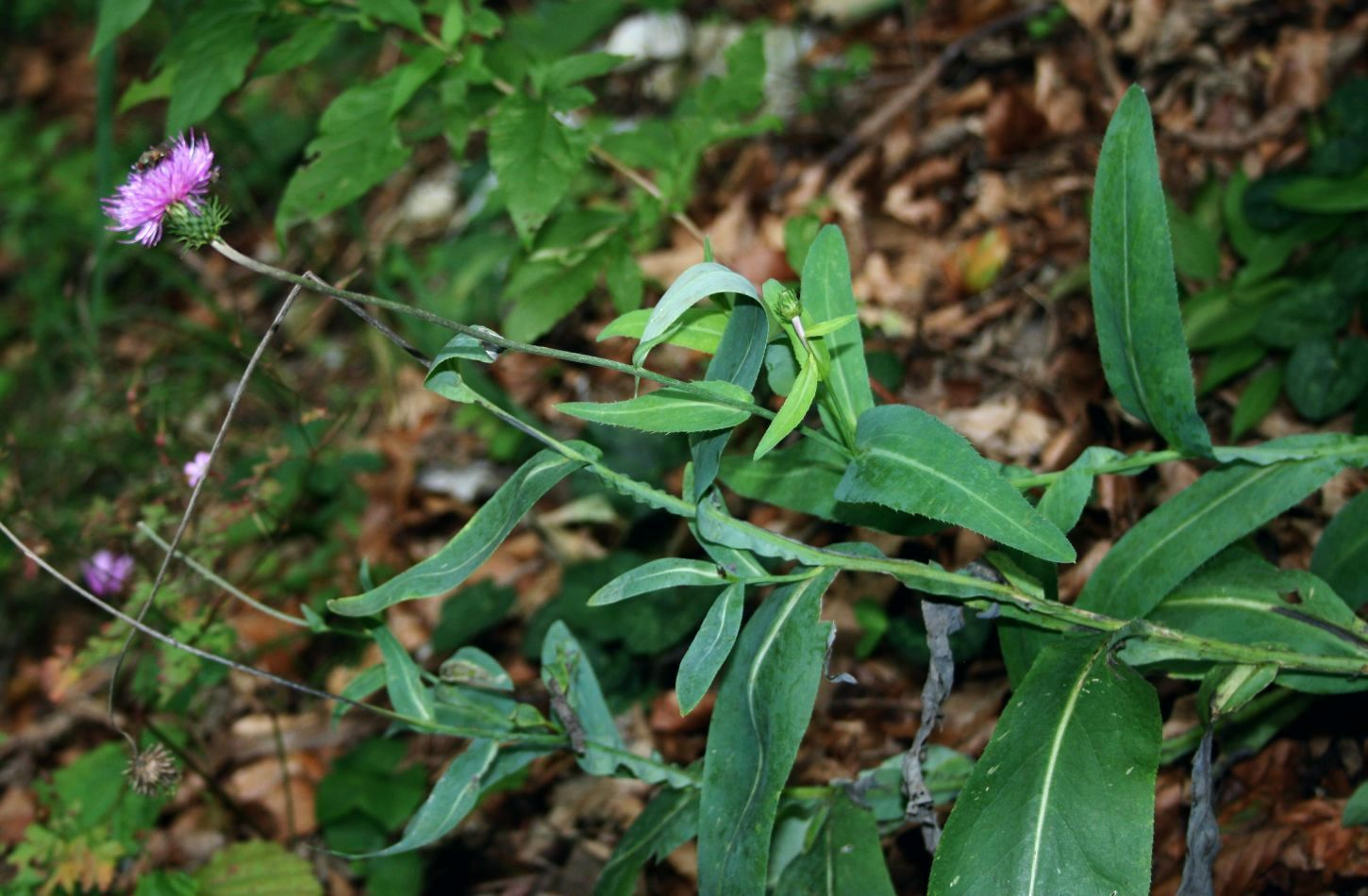
Carduus crassifolius
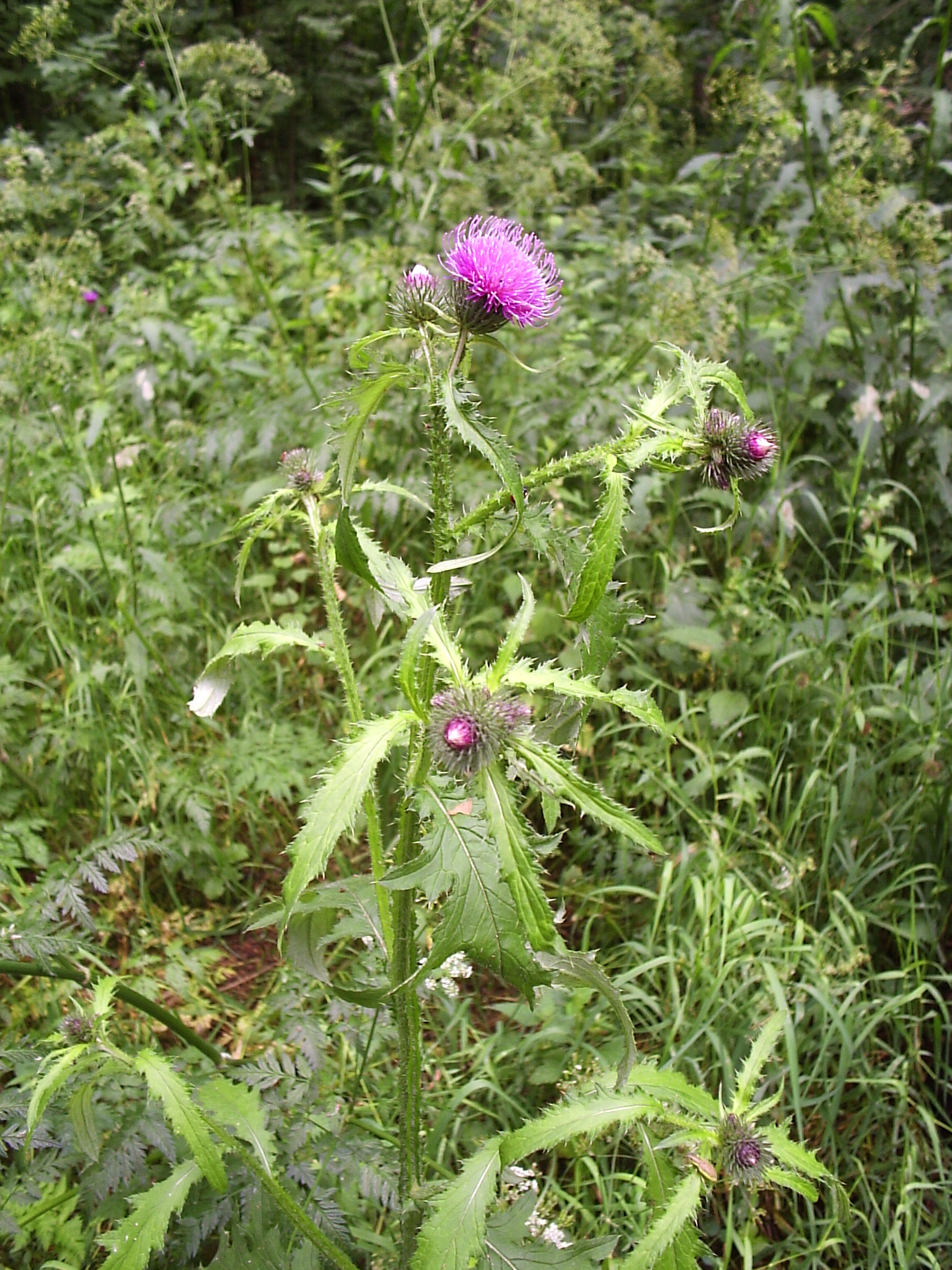
Fodros bogáncs
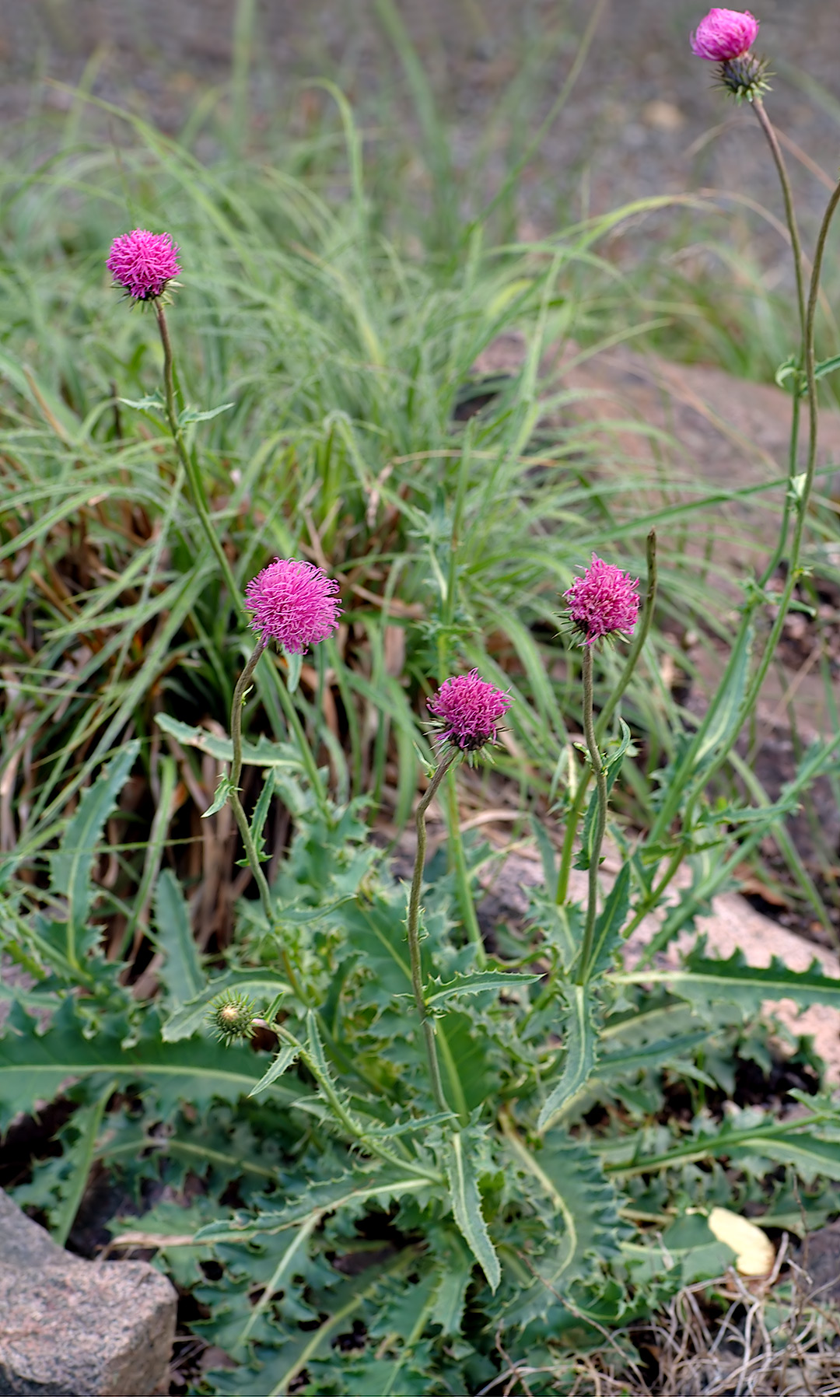
Carduus defloratus
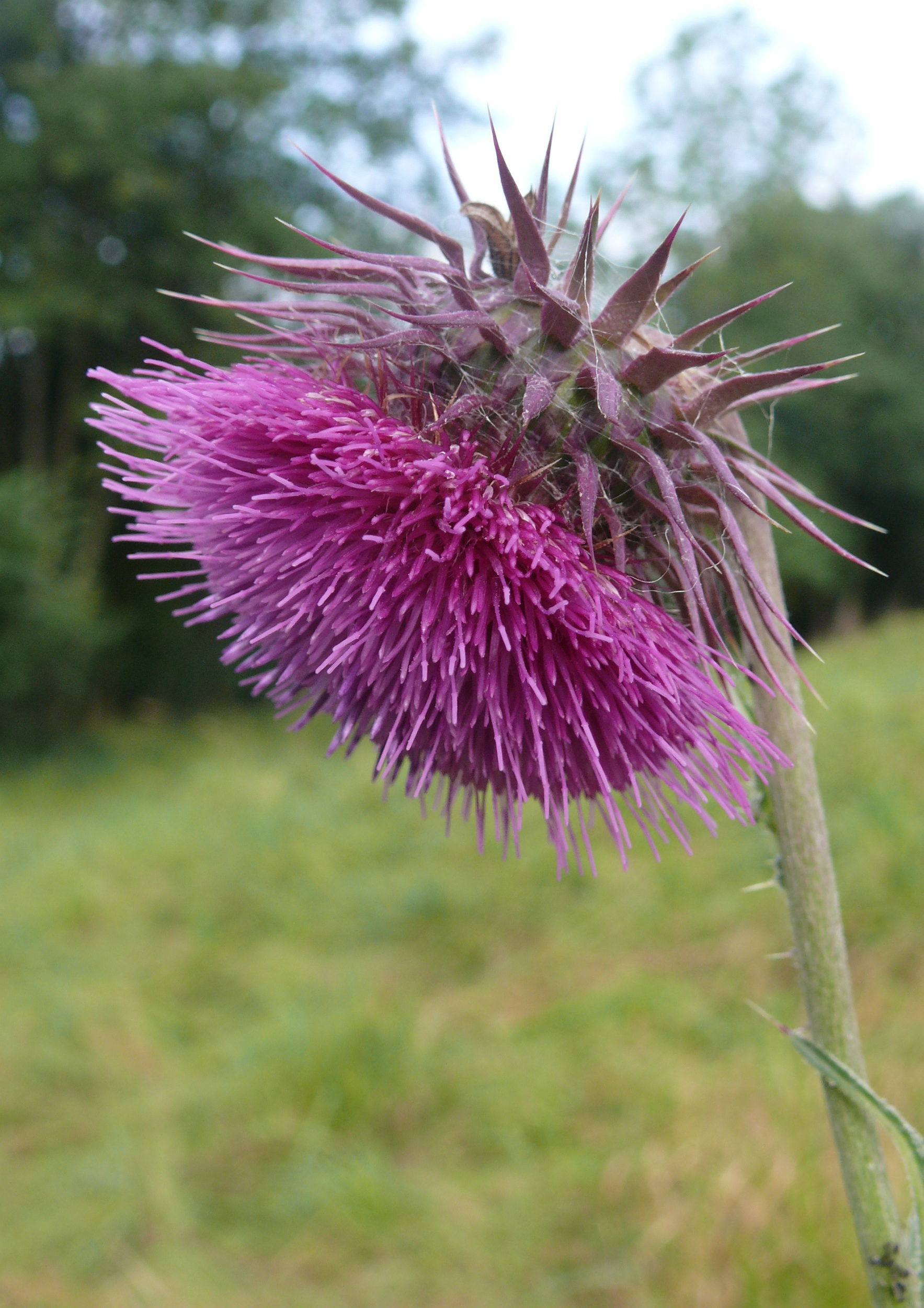
Carduus nutans virága
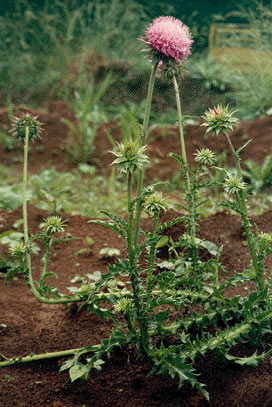
Carduus nutans kifejlett növény
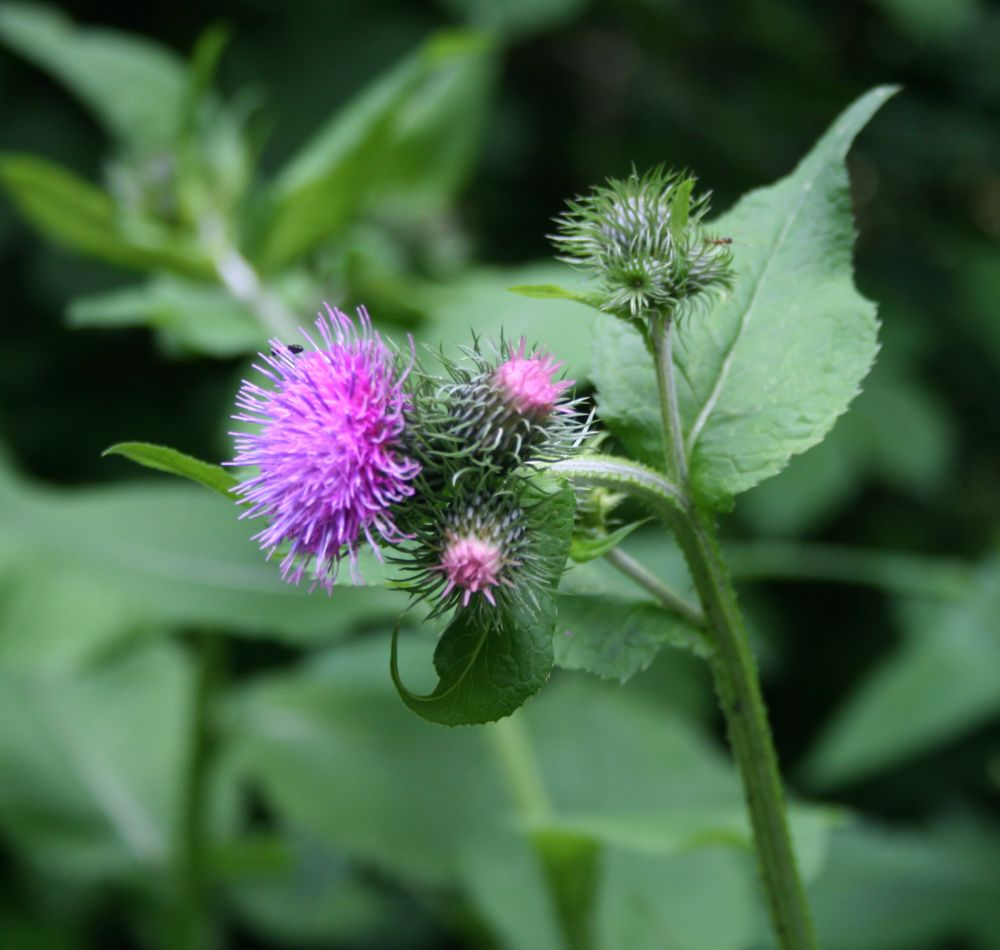
Carduus personata
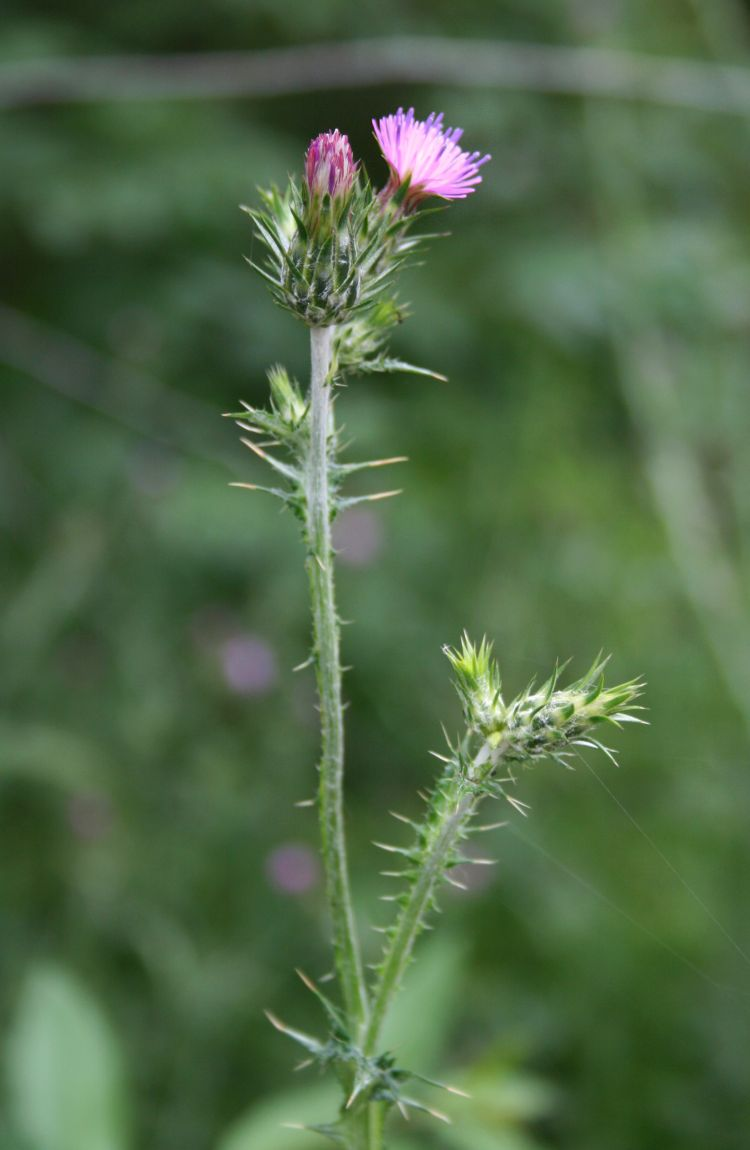
Carduus pycnocephalus
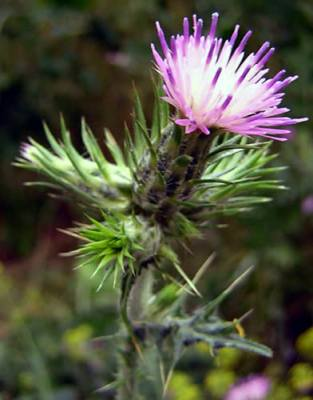
Carduus tenuiflorus
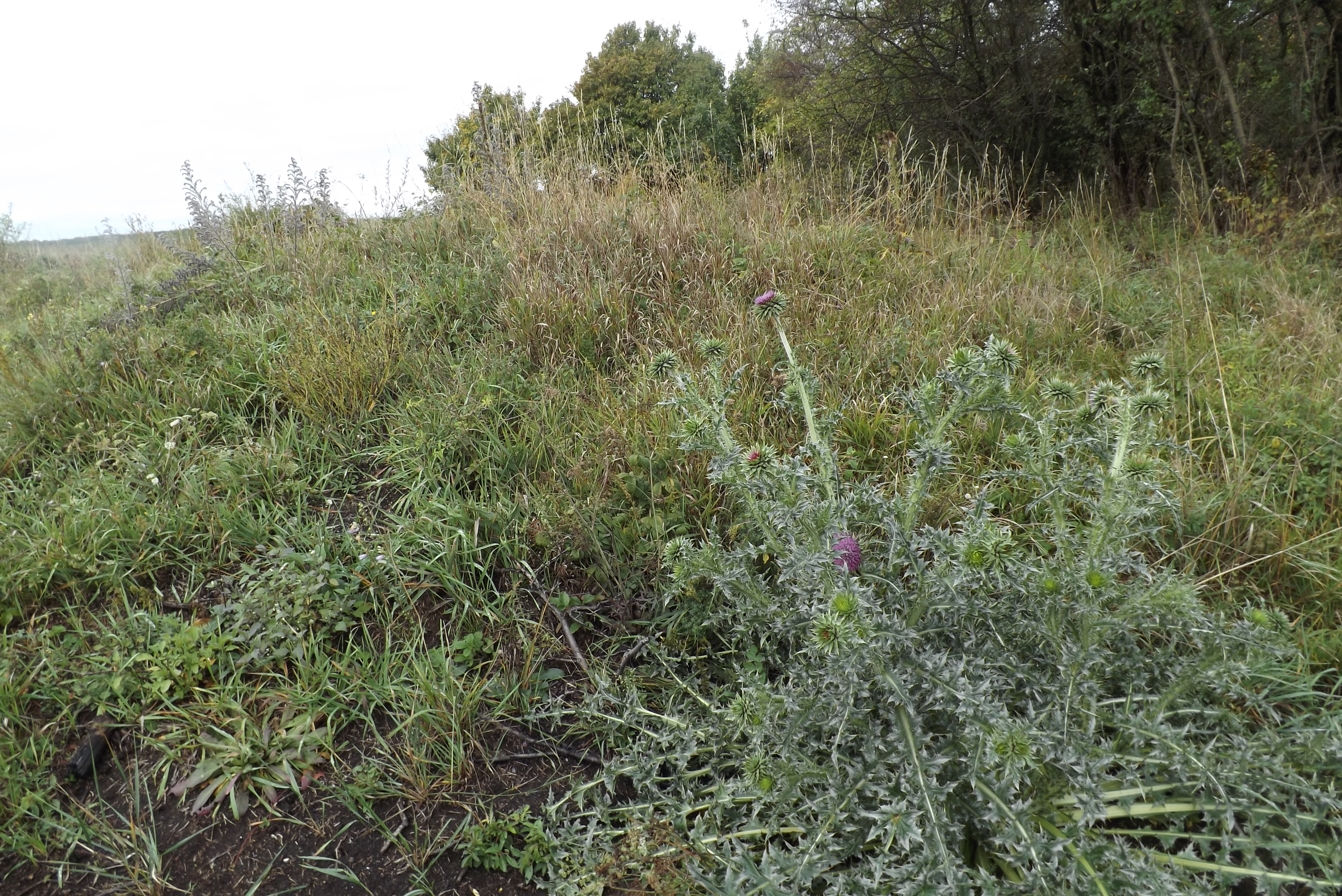
Bókoló bogáncs (Carduus nutans), kifejlett növény
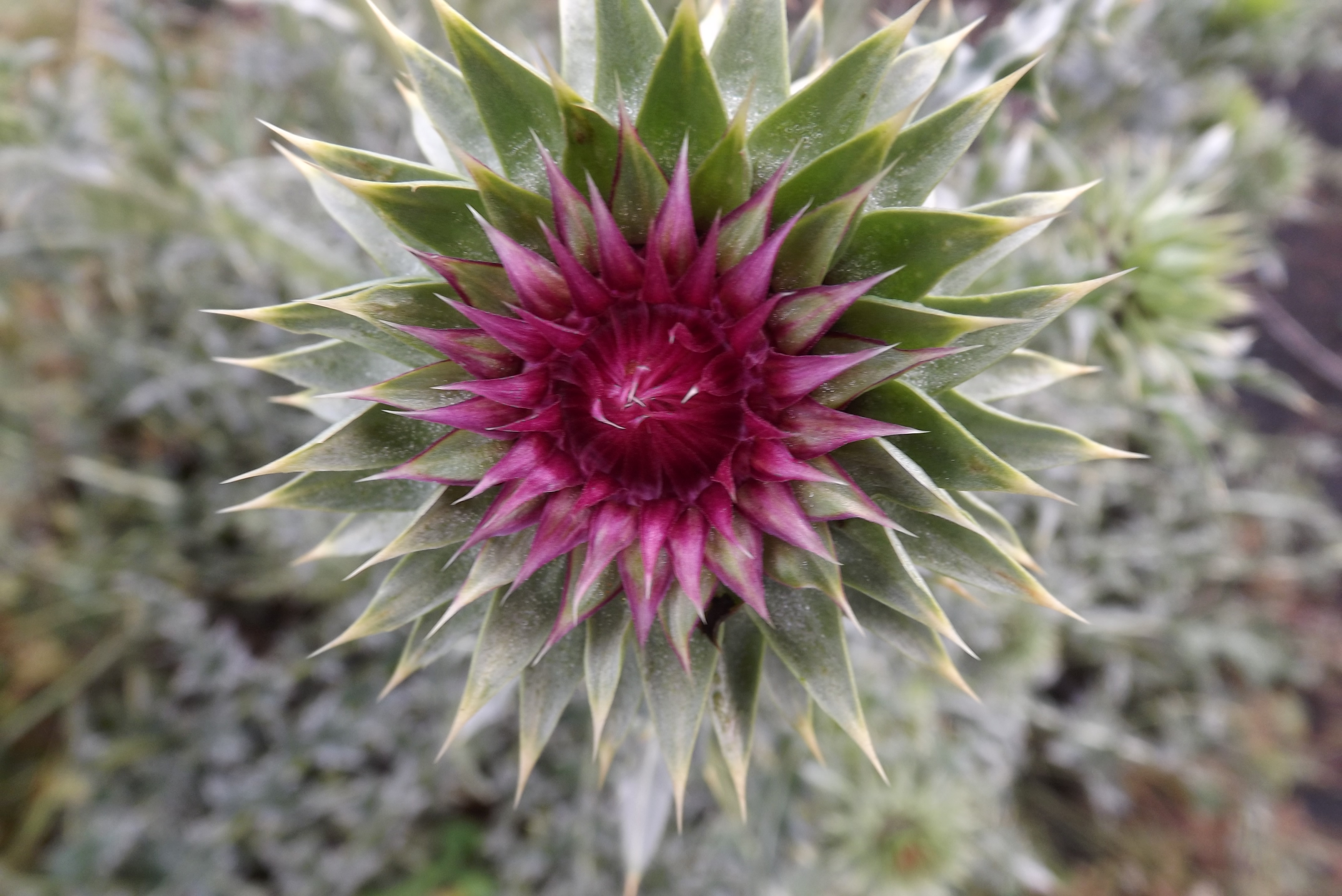
Bókoló bogáncs (Carduus nutans) virága
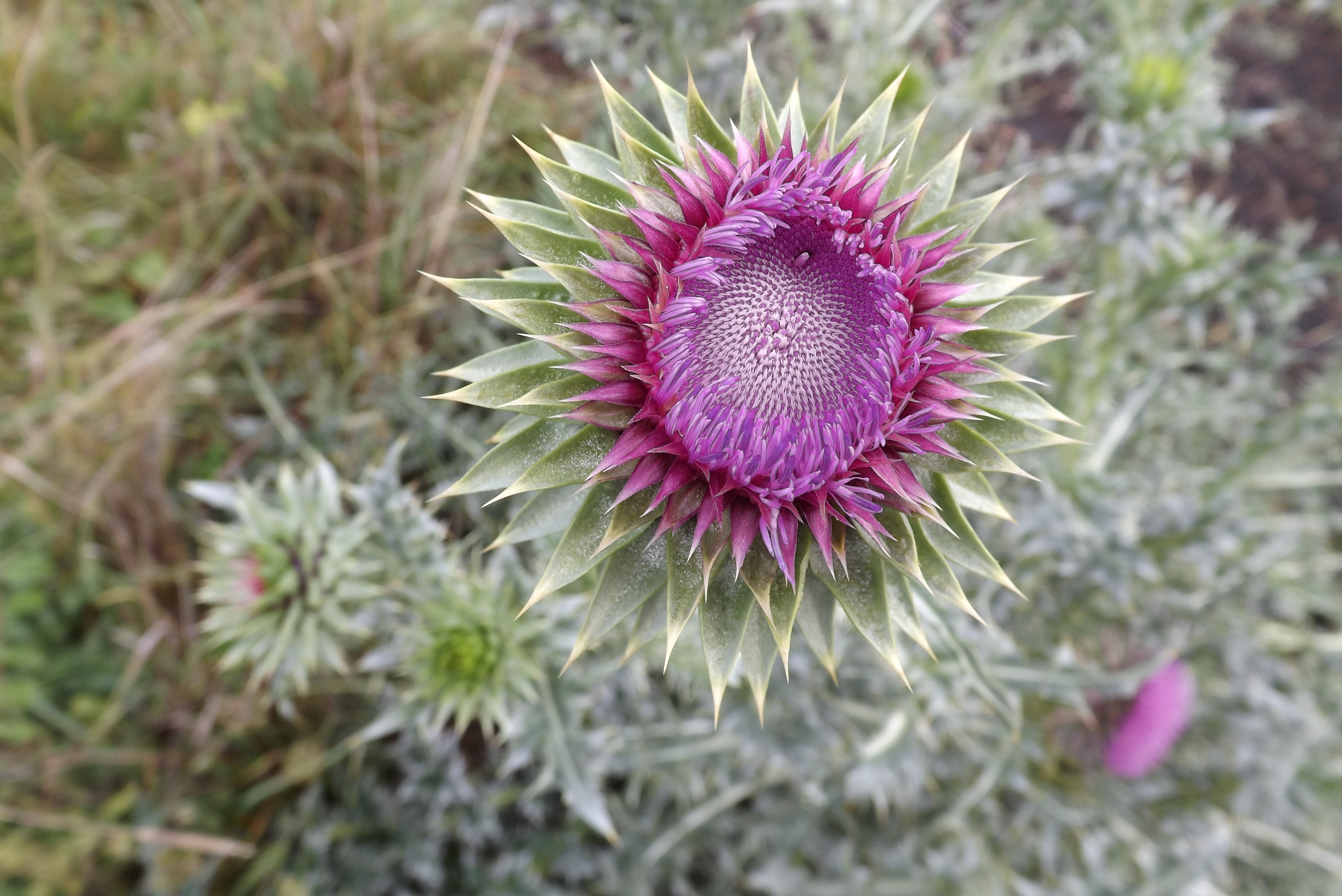
Bókoló bogáncs (Carduus nutans) kinyílt példánya
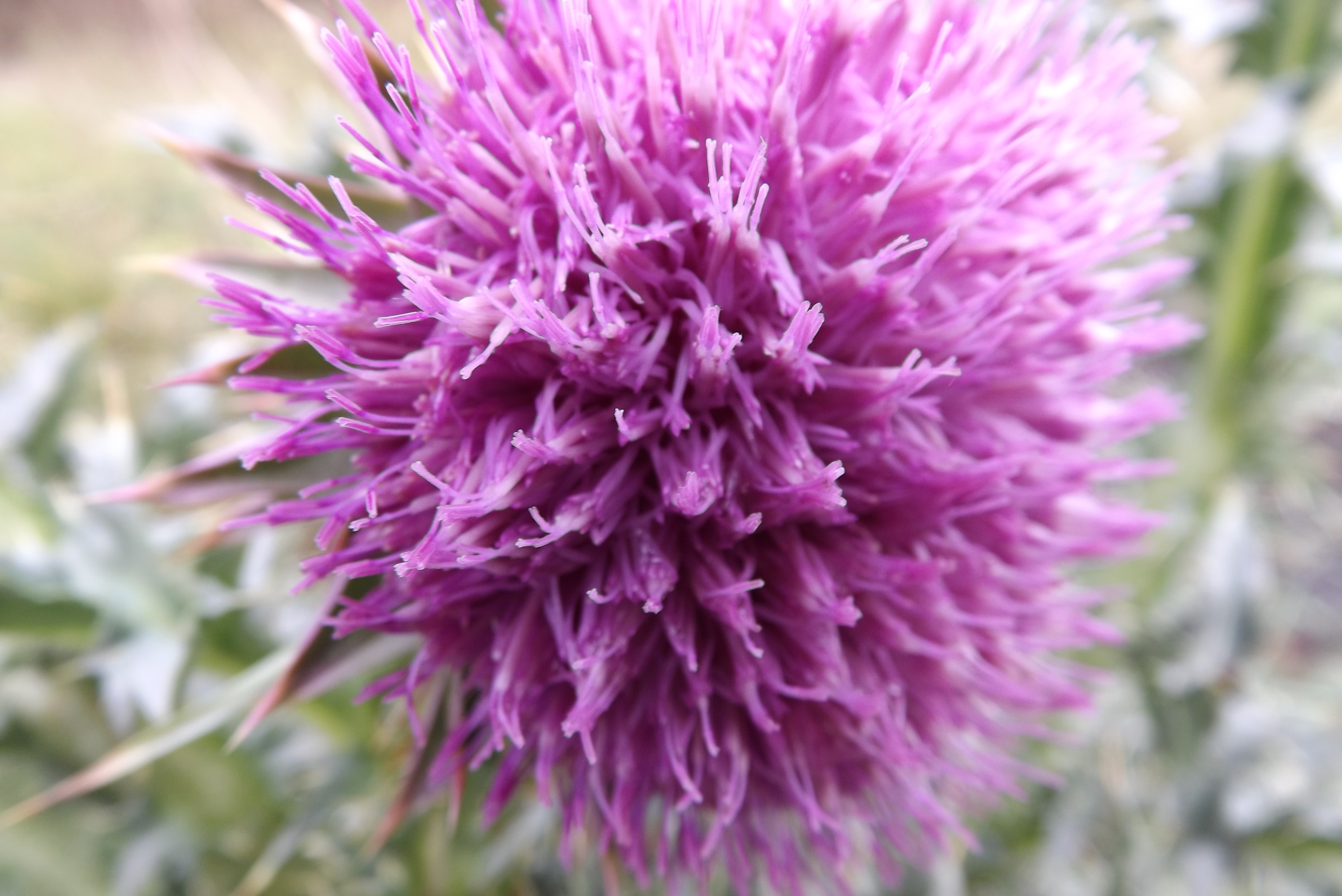
Bókoló bogáncs kinyílt virága
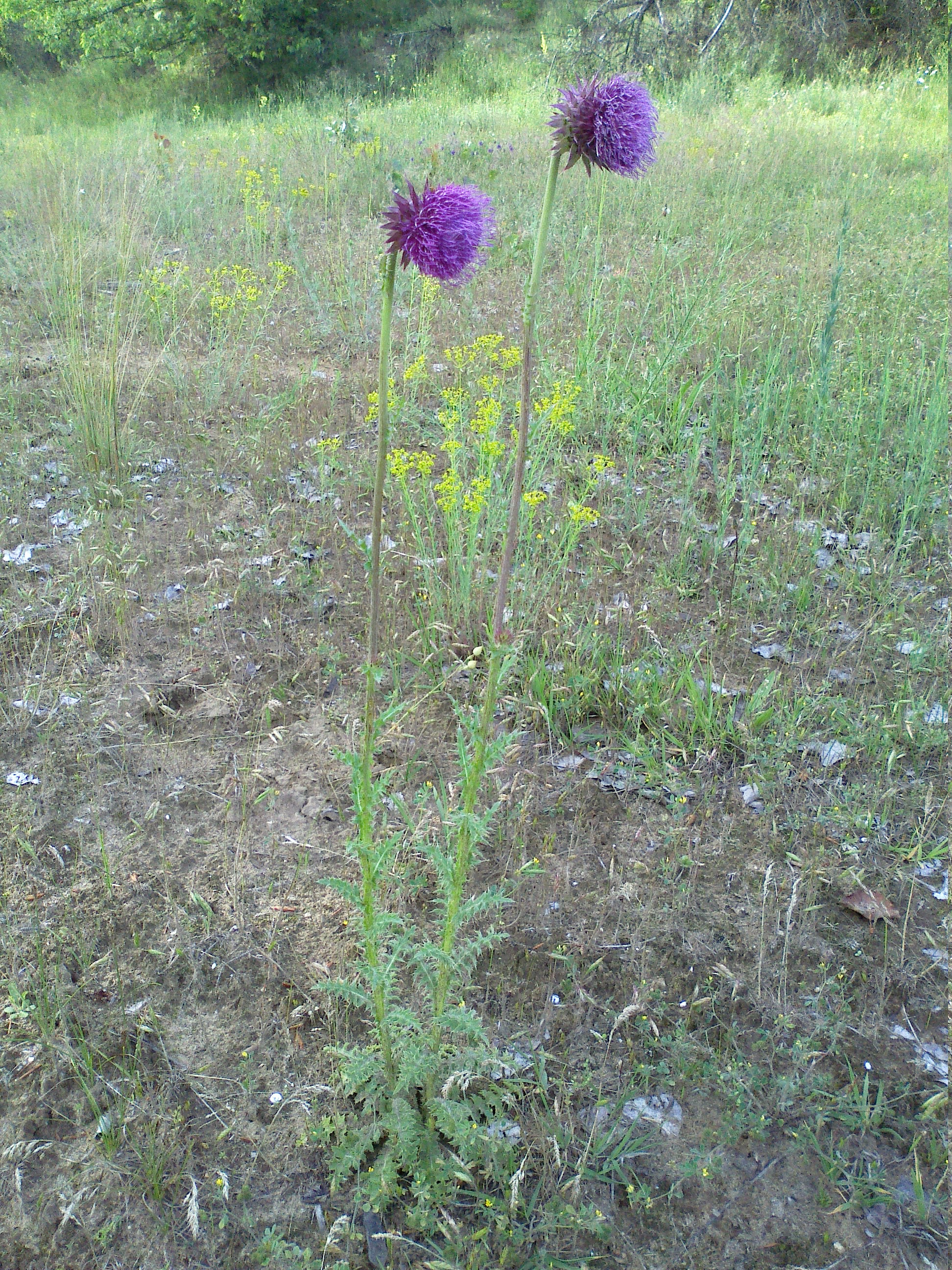

## Chardonnay
A carduus szóból származó Cardonnacum latinul bogáncsos helyet jelent. Ebből származtatják a történelmi Burgundia régióbeli Chardonnay falu nevét is – amiből viszont a híres Chardonnay szőlőfajta neve ered.

## Fordítás
- Ez a szócikk részben vagy egészben a Carduus című angol Wikipédia-szócikk ezen változatának fordításán alapul.  Az eredeti cikk szerkesztőit annak laptörténete sorolja fel. Ez a jelzés csupán a megfogalmazás eredetét és a szerzői jogokat jelzi, nem szolgál a cikkben szereplő információk forrásmegjelöléseként.